# Hornavan
Hornavan (lule Tjårvek) – jezioro w Szwecji; położone w Laponii. Powierzchnia 220–283 km²; głębokość 221 m (najgłębsze w Szwecji).